# Felsberg
Felsberg (em romanche:Favugn) é uma comuna da Suíça, no Cantão Grisões, com cerca de 2.040 habitantes. Estende-se por uma área de 13,39 km², de densidade populacional de 152 hab/km². Confina com as seguintes comunas: Coira (Chur), Domat/Ems, Haldenstein, Pfäfers (SG), Tamins.
A língua oficial nesta comuna é o Alemão.